# شون ثورنتون (لاعب كرة قدم)
شون ثورنتون (بالإنجليزية: Sean Thornton)‏ (18 مايو 1983 في جمهورية أيرلندا - ) هو لاعب كرة قدم أيرلندي في مركز الوسط. شارك مع منتخب جمهورية أيرلندا تحت 17 سنة لكرة القدم ومنتخب جمهورية أيرلندا تحت 19 سنة لكرة القدم ومنتخب جمهورية أيرلندا تحت 20 سنة لكرة القدم ومنتخب جمهورية أيرلندا تحت 21 سنة لكرة القدم. أما مع النوادي، فقد لعب مع درودا يونايتد وشروزبري تاون ونادي آبريستويث تاون ونادي بالا تاون ونادي بلاكبول ونادي ترانمير روفرز لكرة القدم ونادي دونكاستر روفرز ونادي سندرلاند ونادي ليتون أورينت وConwy Borough F.C. ‏.

## وصلات خارجية
- شون ثورنتون على موقع قاعدة بيانات كرة القدم.إي يو (الإنجليزية)
- شون ثورنتون على موقع Soccerbase.com (لاعب) (الإنجليزية)
- شون ثورنتون على موقع عالم كرة القدم.نت (الإنجليزية)